# Juan Carlos Medina
Juan Carlos Medina Alonzo (es corina Mariano Otero 

## Trayectoria
Inicios
Su primer equipo fue el que se comenta con la yerka Académicos, filial del Atlas. En este equipo estuvo hasta el Torneo Clausura 2003. En el Torneo Apertura 2003 ya pertenecía al primer equipo.
El 31 de agosto de 2003 fue la fecha en que debutó Juan Carlos Medina en la Primera División de México en un partido en donde el Atlas fue derrotado por los Tecos de la UAG por 1 a 0. "El Negro" Medina, como es apodado, se convirtió en uno de los ídolos del Atlas de aquella época, su forma de jugar, y la conexión con "La Fiel" fue especial pues siempre dijo ser un aficionado más del club. Medina siempre fue pieza clave en los esquemas de Atlas e incluso en la Libertadores de América donde en 2008 Atlas hizo un excelente papel.
Después de haber intentado hacer un gol olímpico en repetidas ocasiones, lo logró en un partido de repesca entre Atlas y Necaxa y puso el marcador 1-1. En ese mismo partido lo volvió a intentar pero el guardameta rival, Omar Ortiz, despejó el balón.
Club América
En el Torneo Apertura 2008 se convierte en el primer refuerzo del Club América. Portó el dorsal número 11.
Monterrey
Estuvo cedido en el Monterrey.
San Luis
Fue traspasado a préstamo aun perteneciendo su carta al América al club San Luis, donde se vuelve titular y clave en el paso del torneo del equipo y la clasificación a la Copa Libertadores 2011. Portó el dorsal número 7.
Club América (Segunda etapa)
Regresa para el apertura 2011 a petición de Carlos Reinoso, pero fue con Miguel Herrera con quien retoma su nivel futbolístico consiguiendo el título del Clausura 2013. Porta el número 26
Retorno al Atlas
El 27 de mayo de 2014 se confirma su regreso al club que le dio la oportunidad de debutar y el cual es el equipo de sus amores, el Atlas de Guadalajara. Un Medina más maduro y con calidad probada dentro del fútbol mexicano vuelve a los rojinegros demostrando, pese a su edad, seguir teniendo una calidad y técnica indiscutible, es un referente en la media cancha de Atlas, y comparte capitanía con jugadores de talla como Aldo Leao y Rodrigo Millar, al igual que en su primera etapa con Atlas, Medina tiene esa conexión con la afición rojinegra pues no solo se le quiere por lo que hace en la cancha, en varias ocasiones ha declarado que es el equipo de sus amores e incluso sus festejos siempre terminan con una beso en el escudo.

## Clubes[2]
| Club                      | País   | Año         | Partidos | Goles |
| ------------------------- | ------ | ----------- | -------- | ----- |
| Club Atlas de Guadalajara | México | 2003 - 2008 | 160      | 10    |
| Club América              | México | 2008        | 13       | 0     |
| Club de Fútbol Monterrey  | México | 2009        | 24       | 1     |
| Club San Luis             | México | 2010 - 2011 | 35       | 2     |
| Club América              | México | 2011 - 2014 | 92       | 4     |
| Club Atlas de Guadalajara | México | 2014 - 2016 | 39       | 5     |
| Club Tijuana              | México | 2016 - 2017 | 19       | 0     |
| Lobos BUAP                | México | 2017 - 2018 | 24       | 2     |

 Actualizado el 6 de mayo de 2018.

## Selección nacional
Debutó el 10 de noviembre de 2004 con la selección absoluta.
El 11 de enero de 2013, el negro Medina regresó a la selección tras casi 9 años sin convocatoria al 'Tri', siendo llamado a la selección nacional para el repechaje ante Nueva Zelanda.
El 8 de mayo de 2014, Medina fue incluido por el entrenador Miguel Herrera en la lista final de 23 jugadores que representarán a México en la Copa Mundial de Fútbol de 2014.
El 20 de mayo de 2014 se anuncia que causa baja de la selección mexicana por una lesión, por lo cual queda fuera de la Copa Mundial de Fútbol de 2014.

### Participaciones en Copa América
| Copa              | Sede  | Resultado    |
| ----------------- | ----- | ------------ |
| Copa América 2015 | Chile | Primera fase |

## Palmarés

### Campeonatos nacionales
| Título                     | Equipo          | País   | Año    |
| -------------------------- | --------------- | ------ | ------ |
| Primera División de México | C. F. Monterrey | México | A-2009 |
| Interliga                  | C. F. Monterrey | México | 2010   |
| Primera División de México | Club América    | México | C-2013 |